# Sayonara 'Tomodachi ni wa Naritakunai no'
Singles de Maki Gotō
Yokohama Shinkirō
(2004) Suppin to Namida.
(2005)
Sayonara 'Tomodachi ni wa Naritakunai no' (さよなら「友達にはなりたくないの」) est le 12e single en solo de Maki Gotō dans le cadre du Hello! Project, sorti en 2004.

## Présentation
Le single sort le 17 novembre 2004 au Japon sous le label Piccolo Town, écrit et produit par Tsunku. Il atteint la 9e place du classement de l'Oricon. Il se vend à 22 944 exemplaires la première semaine, et reste classé pendant 4 semaines, pour un total de 29 004 exemplaires vendus.  Il sort aussi dans une édition limitée, et en format "Single V" (DVD).
La chanson-titre du single n'est exceptionnellement pas composée par Tsunku, mais par Taisei, clavieriste du groupe Sharam Q de Tsunku, comme celle du single précédent, Yokohama Shinkirō, qui fut composée par Hatake, le guitariste du groupe. Elle figurera sur l'album 3rd Station de 2005, puis sur les compilations Maki Goto Premium Best 1 de 2005 et Maki Goto Complete Best Album 2001-2007 de 2010.

## Liste des titres
Toutes les paroles sont écrites par Tsunku.
| 1. | Sayonara 'Tomodachi ni wa Naritakunai no' (さよなら「友達にはなりたくないの」) | Taisei / Suzuki "Daichi" Hideyuki | 3:51 |
| 2. | All My Love ~22seiki~ (ALL MY LOVE〜22世紀〜)                                  | Tsunku / AKIRA                    | 3:48 |
| 3. | Sayonara 'Tomodachi ni wa Naritakunai no' (instrumental)                       | Taisei / Suzuki "Daichi" Hideyuki | 3:50 |

| 1. | Sayonara 'Tomodachi ni wa Naritakunai no' (さよなら「友達にはなりたくないの」)                                |  |
| 2. | Sayonara 'Tomodachi ni wa Naritakunai no' (off shot Ver.) (さよなら「友達にはなりたくないの」(off shot Ver.)) |  |
| 3. | Making of (メイキング映像)                                                                                    |  |